# Satevó
Satevó è un comune del Messico, situato nello stato di Chihuahua.